# Dørpum
Dørpum (dansk), Torpum (ældre dansk), Dörpum (tysk) eller Toorpem (nordfrisisk) er en landsby beliggende midtvejs mellem Bredsted og Lilholm på gesten i Sydslesvig. Administrativt hører landsbyen under Bordelum Kommune i Nordfrislands kreds i den nordtyske delstat Slesvig-Holsten. I kirkelig henseende hører Dørpum under Bordelum Sogn. Sognet lå i Nørre Gøs Herred (Bredsted Amt), da området tilhørte Danmark.
Dørpum er første gang nævnt 1462. Stednavnet er dat. pluralis for glda. thorp eller nordfrisisk toorp. På ældre dansk findes tilsvarende formen Torpum. Landsbyen er beliggende mellem Brommelund, Fallum og Mirebøl i nord, Høgel i øst, Sønnesbøl i sydøst, Bredsted og Bordelum-Margretebjerg i sydvest samt Bordelumhede (også Dørpumhede) i vest.